# Абхазо-адигейски езици
Абхазо-адигейските езици (северозападнокавказки езици) се говорят в северозападната част на Кавказ и в районите около Черно море. Делят се на три клона:
- Адигейски: адигейски език, кабардински език (черкезки) – разпространени в руските републики Адигея, Кабардино-Балкария, Карачаево-Черкезия, както и в Турция и Близкия изток. Наследници на прогонените от Русия черкези живеят в Йордания, Сирия, Турция.
- Абхазо-абазински: абхазки език, абазински език – разпространени в Абхазия, Карачаево-Черкезия
- Убъхски език – вече мъртъв език. Убъхите, населявали района около гр. Сочи, след Кавказката война са изселени в Османската империя, където биват постепенно асимилирани от черкезите и забравят езика си.

## Произход и история
Широкото разпространение на абхазо-адигейските езици на север и на юг от Голям Кавказ, както и около Черно море се дължи на многовековната миграция на населението в този район, Много малко е известно за древната история на това население. Най-вероятните прадеди на абхазо-черкезите са меотите, живели в античността в северозападен Кавказ. След унищожителните походи на хуните и готите меотите биват изтласкани по горното течение на р. Кубан, а племенното им име изчезва. На негово място се появяват племената зихи и касоги. Възможно е към пра-абхазо-черкезите да принадлежат и таврите, древно население на полуостров Крим по времето на гръцката колонизация.
Следващ удар по целия северен Кавказ нанасят опустошителните нападения на татаро-монголите през 13 век и пълчищата на Тамерлан през 14 век, след които черкезките племена се скриват по труднодостъпните планински долини. Предците на абхазците, абазинците и убхите живеят от другата страна на Кавказкия хребет на брега на Черно море. През 13 – 14 век, след като положението се успокоява, част от черкезите се преселват на изток и се образува кабардинската народност. На освободените земи се преселват от юг, през Кавказкия хребет групи абазинци – първо тапанта (жители на равнините), а по-късно и ашкарауа (планинци), които се заселват на територията на Карачаево-Черкезия. През 18 век част от кабардинците се връща обратно и се заселва в Северната част на съвременната република Карачаево-Черкезия.
През втората половина на 19 век след края на Кавказката война Русия осъзнава, че оставяйки планинците в планината си залага бомба със закъснител и поставя ултиматум на населението: или да се преселят в равнината, или да напуснат Русия. Първото избират онези, които вече дълго време се намират под руско влияние: повечето кабардинци, част от западните черкези, част от абазинците и абхазците. В Османската империя се преселват живеещите покрай морето: друга част от черкезите, убъхите, натухайците, хатукайците, егерукайците, мамхегите, махошейци, абадзехи и други.

## Класификация
Родството на абхазо-адигейските езици с други езици (включително и с други кавказки езици) е трудно доказуемо. Повечето коренни морфеми се състоят от един-единствен съгласен звук, което обезсмисля сравнително-историческия метод. Звуковите промени в словоформите са понякога значителни. Освен това лексикалните заемки от един език в друг са значителни. Допускат се и връзки с древния хатски език на доиндоевропейскто хетско население в Мала Азия. Възможни са и контакти с индоевропейския праезик.
Според руския лингвист Старостин абхазо-адигските езици заедно с нахо-дагестанските образуват севернокавказкото семейство.

## Особености

### Фонетика
Абхазо-адигейските езици се характеризират с малък брой гласни звукове (2 – 3) и голям брой съгласни звукове (45 – 80), включително рядко срещаните извън кавказките езици абруптивни съгласни.

### Морфология
Абхазо-адигейските езици притежават силно развита глаголна система със стремеж към полисинтетизъм.

### Синтаксис
Широко се използват ергативни конструкции.